# Mistrzostwa Ameryki Północnej we Wspinaczce Sportowej 2004
Mistrzostwa Ameryki Północnej we Wspinaczce Sportowej 2004 – edycja mistrzostw Ameryki Północnej we wspinaczce sportowej, która odbyła się w dniach od 24 do 28 listopada 2004 w Meksyku w mieście Meksyk. 

## Uczestnicy, konkurencje
Zawodnicy i zawodniczki podczas zawodów wspinaczkowych w 2004 roku rywalizowali łącznie w 6 konkurencjach. Każdy zawodnik miał prawo startować w każdej konkurencji o ile do niej został zgłoszony i zaakceptowany przez IFCS i organizatora zawodów.

## Medaliści
| Konkurencje  | Złoto                                | Srebro                                  | Brąz                                |
| ------------ | ------------------------------------ | --------------------------------------- | ----------------------------------- |
| Mężczyźni    |                                      |                                         |                                     |
| bouldering   | Stany Zjednoczone · Daniel Woods     | Stany Zjednoczone · Ethan Pringle       | Kanada · Jamie Chong                |
| prowadzenie  | Stany Zjednoczone · Vadim Vinokur    | Kanada · Mike Doyle                     | Stany Zjednoczone · Daniel Woods    |
| wsp. na czas | Stany Zjednoczone · Patrick Cassiday | Stany Zjednoczone · Brett Ashton        | Stany Zjednoczone · Chris Linder    |
| Kobiety      |                                      |                                         |                                     |
| bouldering   | Stany Zjednoczone · Elizabeth Asher  | Stany Zjednoczone · Laura Griffiths     | Kanada · Victoria Weldon            |
| prowadzenie  | Stany Zjednoczone · Emily Harrington | Stany Zjednoczone · Elizabeth Asher     | Stany Zjednoczone · Laura Griffiths |
| wsp. na czas | Stany Zjednoczone · Alex Johnoson    | Stany Zjednoczone · Mykael Ann McGinley | Stany Zjednoczone · Laura Griffiths |